# آمپانگابه
آمپانگابه (به لاتین: Ampangabe) یک منطقهٔ مسکونی در ماداگاسکار است که در آمبوهیدراتریمو واقع شده‌است. آمپانگابه ۹۲ کیلومتر مربع مساحت و ۸٬۲۳۵ نفر جمعیت دارد و ۱٬۳۴۳ متر بالاتر از سطح دریا واقع شده‌است.